# Księga Duchów
Księga Duchów (fr. Le Livre des Esprits) – książka autorstwa Allana Kardeca wydana 18 kwietnia 1857 roku. Jej główna część napisana jest w formie dialogu z bytami nadprzyrodzonymi. Zawiera 1019 pytań natury religijnej, filozoficznej i parapsychologicznej oraz odpowiedzi na te pytania, rzekomo podyktowane przez duchy. 
Książka ta stała się swoistą "biblią" dla spirytystów z całego świata. Nawiązuje poniekąd do religii abrahamicznych (przedstawiając Boga - występującego w jednej osobie - jako miłosiernego i sprawiedliwego) oraz religii Dalekiego Wschodu (głosi m.in. reinkarnację). Odrzuca koncepcję wiecznego potępienia, możliwości cofnięcia się w rozwoju duchowym, a także panteizm. 
Odpowiedzi dotyczące spraw społecznych, okazują się - biorąc pod uwagę datę napisania i wydania "Księgi" - dosyć postępowe. Zawarte są w nich m.in. sprzeciw wobec wojen i swoisty pacyfizm, potępienie kary śmierci, poparcie dla równouprawnienia płci.

## Podział tematyki Księgi Duchów
- Księga pierwsza. O pierwotnych przyczynach.
  - O Bogu: 1. Bóg i nieskończoność. 2. Dowody istności Boga. 3. Przymioty Bóstwa. 4. Panteizm (wielobóstwo).
  - Żywioły powszechne wszechświata: 1. Wiadomość o początku wszechrzeczy. 2. Duch i materja. 3. Właściwości materji. 4. Przestrzenie wszechświata
  - O stworzeniu. 1. Tworzenie się światów. 2. Tworzenie się istot żywych. 3. Zaludnienie ziemi. Adam.
  - O pierwiastku żywotnym. 1. Istoty organiczne i nieorganiczne. 2. Życie i śmierć. 3. Rozum i instynkt
- Księga druga. Świat duchowy czyli Świat Duchów.
  - O Duchach. 1. Pochodzenie i natura Duchów. 2. Pierwotny świat normalny. 3. Kształt i wszędobytność Duchów. 4. Uźrocza. 5. Rozmaite porządki Duchów. 6. Stopnie duchownicze. 7. Prawo postępu u Duchów. 8. Aniołowie i szatani
  - Wcielanie się Duchów. 1. Cel wcielenia. 2. O duszy. 3. Materjalizm
  - Powrót z życia cielesnego do życia duchowego. 1. Stan duszy po śmierci: jej osobistość. Żywot wieczny. 2. Rozdział duszy z ciałem. 3. Zamglenie duchownicze
  - Wielorakość żywotów. 1. O powtórnem wcieleniu. 2. Sprawiedliwość powtórnego wcielenia. 3. Powtórne wcielenie w rozmaitych światach. 4. Stopniowe przechodzenie dusz. 5. Pośmiertny los dzieci. 6. Płeć u Duchów. 7. Pokrewieństwo, rodowód. 8. Podobieństwo fizyczne i moralne. 9. Pojęcia wrodzone
  - Uwagi o wielorakości żywotów
  - Życie duchownicze. 1. Duchy błąkające się. 2. Światy przechodowe. 3. Pojęcia, wrażenia i cierpienia Duchów. 4. Próba teorji o wrażliwości Duchów. 5. Wybór prób. 6. Stosunki zagrobowe. 7. Związki sympatyczne i niesympatyczne pomiędzy Duchami. Połowice wieczyste. 8. Wspomnienia z życia cielesnego. 9. Pamięć o zmarłych. Pogrzeby
  - Powrót do życia cielesnego. 1. Zapowiedź powrotu. 2. Połączenie duszy z ciałem. Poronienie. 3. Władze moralne i umysłowe człowieka. 4. Wpływ organizmu. 5. Idjotyzm. Warjacja. 6. O wieku dziecięcym. 7. Sympatje i antypatje ziemskie. 8. Zatrata pamięci o przeszłości
  - Wyzwolenie się duszy. 1. Sen i sny. 2. Odwiedziny duchowe u żyjących osób. 3. Tajne przelewanie myśli. 4. Letarg; wielka choroba; pozorna śmierć. 5. Jasnowidzenie 6. Zachwycanie. 7. Podwójny wzrok. 8. Streszczenie teorji o jasnowidzeniu, zachwyceniu i podwójnym wzroku
  - Pośrednictwo Duchów w świecie cielesnym. 1. Przenikanie myśli ludzkich przez Duchy. 2. Wpływ tajny Duchów na nasze myśli i czynności. 3. Opętanie. 4. Konwulsjoniści. 5. Przywiązanie Duchów do pewnych osób. 6. Aniołowie Stróże; duchy opiekuńcze, zażyłe i sympatyczne. 7. Wpływ Duchów na wypadki życia. 8. Działania Duchów w zjawiskach natury. 9. Duchy podczas bitew. 10. O umowach. 11. Nadprzyrodzona siła. Talizmany. Czarownicy. 12. Błogosławieństwo i przekleństwo
  - Zatrudnienie i posłannictwo Duchów
  - Trzy królestwa przyrodnicze. 1. Minerały i rośliny. 2. Zwierzęta i człowiek. 3. Metampsychoza
- Księga trzecia. Prawa moralne.
  - Prawo Boskie czyli przyrodzone. 1. Cechy prawa przyrodzonego. 2. Źródło poznania prawa przyrodzonego.
  - I. Prawo o czci Bogu należnej. 1. Cel czci Boga. 2. Cześć zewnętrzna. 3. O życiu poświęconem rozmyślaniom religijnym. 4. O modlitwie 5. Politeizm czyli wielobóstwo. 6. Ofiary
  - II. O pracy. 1. Potrzeba pracy. 2. Ograniczenie pracy. Odpoczynek
  - III. Prawo rozplenienia się rodzaju ludzkiego. 1. Zaludnienie kuli ziemskiej. 2. O dziedziczeniu i doskonaleniu się ras. 3. Przeszkody do rozplenienia się. 4. Małżeństwo i bezżeństwo. 5. Wielożeństwo
  - IV. Prawo zachowawcze. 1. Instynkt zachowawczy. 2. Środki zachowawcze. 3. Używanie darów ziemskich. 4. Potrzeba i zbytek. 5. Dobrowolne ubóstwo. Umartwienie ciała
  - V. Prawo zniszczenia. 1. Niszczenie użyteczne i nieużyteczne. 2. Klęski powszechne. 3. Wojny. 4. Morderstwo. 5. Okrucieństwo. Pojedynki. 7. Kara śmierci
  - VI. O obowiązkach społecznych. 1. Potrzeba życia społecznego. 2. Życie w samotności. Ślubowanie milczenia. 3. Związki rodzinne
  - VII. Prawo postępu. 1. Stan przyrodzony. 2. Rozwój postępu. 3. Narody w upadku. 4. Cywilizacja. 5. Postęp i prawodawstwo ludzkie. 6. Wpływ duchownictwa na postęp
  - VIII. Prawo równości. 1. Równość przyrodzona. 2. Nierówność zdolności. 3. Nierówność społeczna. 4. Nierówność bogactwa. 5. Próby bogactwa i nędzy. Równouprawnienie mężczyzn i kobiet. 7. Równość w obec śmierci
  - IX. Prawo wolności. 1. Wolność przyrodzona. 2. Niewolnictwo. 3. Wolność myśli. 4. Wolność sumienia. 5. Wolna wola. 6. Fatalizm. 7. Wiedza przyszłości. 8. Teoretyczne streszczenie popędów działających w człowieku
  - X. Prawo sprawiedliwości, miłości i miłosierdzia. 1. Sprawiedliwość i prawo przyrodzone. 2. Prawu własności. Kradzież. 3. Miłosierdzie i miłość bliźniego. 4. Miłość rodzicielska i dziecięca
  - XI. Doskonalenie się moralne. 1. Cnoty i występki. 2. O namiętnościach. 3. O samolubstwie 4. Cechy człowieka
- Księga czwarta. Nadzieje i pociechy.
  - Utrapienia i uciechy ziemskie. 1. Szczęście i nieszczęście względne. 2. Utrata osób ukochanych. 3. Złudzenia. Miłość zawiedziona. 4. Związki antypatyczne. 5. Obawa śmierci. 6. Znudzenie życiem. Samobójstwo
  - Kary i nagrody w życiu przyszłem. 1. Nicość. Życie przyszłe. 2. Przeczucie kar i nagród w przyszłości. 3. Udział Boga w rozdawnictwie kar i nagród w przyszłości. 4. Właściwość kar i nagród przyszłych. 5. Kary doczesne. 6. Pokuta i żal za grzechy. 7. Czas trwania kar w przyszłości. 8. Raj, piekło i czyściec

## Hierarchia spirytystyczna
Poniżej znajduje się klasyfikacja duchów pod względem stopnia ich rozwoju, zaproponowana w "Księdze 
Duchów". 

### Rząd trzeci - duchy niedoskonałe
Charakterystyka ogólna: Dominacja materii nad duchem. Skłonność ku złu. Brak wykształcenia, duma, egoizm i wszelkie wywodzące się z nich złe żądze. 
Klasa X - duchy nieczyste - skłaniają się ku złu i jest ono ich głównym zajęciem. Jako duchy dają zdradliwe rady, sieją niepokój i nieufność; nakładają wszelkie maski, by lepiej oszukiwać. Związują się z ludźmi o wystarczająco słabych charakterach, by poddawali się ich sugestiom, co prowadzi do ich zguby; cieszą się, opóźniwszy rozwój tych słabych osób, sprawiając, że ponoszą klęskę we wszelkiego rodzaju próbach życiowych. 
Klasa IX - duchy lekkomyślne - są niewykształcone, skłonne do oszustw, niekonsekwentne i szyderczo nastawione. Wtrącają się do wszystkiego, na wszystko mają gotową odpowiedź, zupełnie nie przejmując się prawdą. Zabawiają się, dostarczając mało ważnych zmartwień i niewielkich radości, spiętrzając przeszkody na ludzkiej drodze, wprowadzając błąd swymi kłamstwami i żartami. 
Klasa VIII - duchy pseudoświatłe - te posiadają szerokie wiadomości, lecz na próżno wierzą, że wiedzą więcej, niż jest w rzeczywistości. Rozwinąwszy się pod pewnymi względami, nadają swym wypowiedziom pewien ton powagi, co może nas zwieść, gdy chodzi o ich rzeczywiste zdolności i wiedzę; jest to jednak najczęściej nic innego, jak tylko odzwierciedlenie ich uprzedzeń i teoretycznych poglądów z okresu ziemskiego życia; jest to mieszanka kilku prawd i najbardziej absurdalnych błędów, przez które przebija zarozumiałość, duma, zawiść i upór, od których jeszcze nie udało im się uwolnić. 
Klasa VII - duchy neutralne - nie są ani wystarczająco dobre, by czynić dobro, ani 
wystarczająco złe, by czynić zło; skłaniają się raz ku jednej, raz ku drugiej stronie i nie wznoszą się ponad ludzką przeciętność, ani pod względem moralności, ani inteligencji. Czują się związane ze sprawami świata materialnego, do którego banalnych uciech stale tęsknią. 
Klasa VI - duchy stukające i niepokojące - właściwie duchy te nie tworzą klasy wyodrębnionej na podstawie cech osobowości; mogą należeć do jakiejkolwiek klasy trzeciego rzędu. Manifestują swą obecność często przy pomocy spektakularnych efektów fizycznych, jak stuknięcia, ruchy i nienormalne przemieszczenia ciał bezwładnych, falowanie powietrza itp. Bardziej niż pozostałe, duchy te wykazują swoje przywiązanie do materii. 

### Rząd drugi - duchy dobroduszne
Charakterystyka ogólna: Dominacja ducha nad materią, pragnienie dobra. Ich cechy i zdolność praktykowania dobra mają związek ze stopniem rozwoju, który osiągnęły: jedne posiadają wiedzę, inne mądrość i dobroć, a te najbardziej rozwinięte prócz wiedzy posiadają także zalety moralne. 
Klasa V - duchy życzliwe - ich zasadniczą cechą jest dobroć, czerpią przyjemność z czynienia ludziom dobra i chronienia ich, lecz ich wiedza jest ograniczona: ich postęp dokonał się bardziej w kierunku moralnym niż intelektualnym.
Klasa IV - duchy wykształcone - szczególnie wyróżnia je rozległość ich wiedzy. Zajmują się nie tyle zagadnieniami moralnymi, co problemami naukowymi, do których wykazują większe zdolności, patrzą jednak na naukę przez pryzmat jej pożyteczności, nie łącząc jej z żądzami właściwymi duchom niedoskonałym. 
Klasa III - duchy światłe - na ich znamienny charakter składają się najwyższe zalety moralne. Mimo że nie posiadają nieskończonej wiedzy, obdarzone są zdolnością umysłu, która daje im możliwość oceniania w sposób właściwy ludzi i rzeczy. 
Klasa II - duchy wyższe - z wiedzą łączą mądrość i dobroć. Ich mowa wyraża wyłącznie życzliwość; jest zawsze godna, wzniosła i niejednokrotnie przepiękna. Ich wyższość sprawia, że lepiej niż inne duchy są w stanie przekazać prawidłowe wyobrażenia o sprawach świata bezcielesnego w granicach tego, co wolno człowiekowi wiedzieć. Chętnie komunikują się z ludźmi, którzy szczerze szukają prawdy.

### Rząd pierwszy, klasa I - duchy czyste
Charakterystyka ogólna: Całkowity brak wpływu materii na sferę ducha. W porównaniu z duchami innych rzędów, wyższość intelektualna przy absolutnej moralności. Duchy te przeszły wszystkie stopnie w hierarchii i wyzbyły się wszelkich materialnych nieczystości. Żyją wiecznym życiem w łonie Boga.